# Red Pike (Buttermere)
Der Red Pike ist ein Berg im Lake District, Cumbria, England. Der Red Pike ist Teil eines Bergkette, die Buttermere von Ennerdale trennt und darf nicht mit dem weiter südlich gelegenen Red Pike in Wasdale verwechselt werden.
Der Red Pike ist 755 m hoch. Im Süden ist der Red Pike mit dem High Stile und im Norden mit dem Starling Dodd zu einer Bergkette verbunden.
Aufstiegsmöglichkeiten auf den Red Pike bieten sich von Buttermere entweder über den Sour Milk Gill zu dessen Ursprung im Bleaberry Tarn und von dort weiter oder entlang des Scale Beck und dem Wasserfall der Scale Force zum Gipfel. Auch ein Aufstieg aus Ennerdale in der Nähe der Jugendherberge bei High Gillerwaite ist möglich.